# Poka (Gruzja)
Poka (gruz. ფოკა) – miejscowość w Gruzji w regionie Samcche-Dżawachetia. W 2014 roku zamieszkana przez 1176 osób. Poka położona jest na południowym brzegu jeziora Parawani w miejscu, w którym wypływa z niego rzeka Parawani.
Przez miejscowość przebiega droga 31 z Ninocmindy do Kody (niedaleko Tbilisi) oraz linia kolejowa z Tbilisi do Achalkalaki.
W 1979 roku w pobliżu Poki odkryto skarb składający się z ilchanidzkich srebrnych monet, w tym 155 srebrnych drachm. Najstarsze z nich datowane są na rok 1310, a najmłodsze na 1316. Skarb obecnie przechowywany jest w Muzeum Narodowym w Tbilisi.